# Raymond Loewy
Raymond Loewy (Paris, 5 de Novembro de 1893 — 14 de Julho de 1986) foi um dos mais conhecidos designers industriais do século XX.  Nascido em França, passou a maior parte de sua carreira nos Estados Unidos, onde foi influenciado pelos aspectos da vida americana.
Loewy casou-se com Jean Thomyson em 1931; o casamento durou até 1945, quando se divorciaram. Ele tornou-se cidadão americano em 1938. Casou-se novamente em 1948 com Viola Erickson.

## Biografia
Loewy nasceu em Paris. Um dos seus primeiros trabalhos de sucesso foi o design de uma aeronave modelo, que ganhou a Copa James Gordon Bennett em 1908. No ano seguinte, vendeu o avião, chamado de Ayrel. Serviu ao Exército Francês durante a I Guerra Mundial. Imigrou para os Estados Unidos em 1919.

## Trabalhos
Quando Loewy chegou aos Estados Unidos morou em Nova York e encontrou trabalho como designer de vitrines para lojas de departamento, como Macy's, além de trabalhar como ilustrador de moda para Vogue e Harper's Bazaar.  Em 1929, ele recebeu sua primeira encomenda de desenho industrial: para modernizar a aparência da "duplicating machine" (Gestetner).  Mais tarde, outras encomendas surgiram, incluindo trabalhos para Westinghouse, para Hupp Motor Compmany (para fazer o styling do Hupmobile), e o styling da geladeira Coldspot para Sears-Roebuck.  Sua empresa de design abriu em Londres um escritório nos anos 30.

## Caminhos de ferro Pensilvânia
Em 1937, Loewy estabeleceu uma relação com os Caminhos de ferro Pensilvânia (Pennsylvania Railroad), na qual a maioria de seus mais notáveis trabalhos foram o styling das locomotivas de passageiros dos caminhos de ferro.  Fez o styling da PRR K4, da locomotiva experimental PRR S1, e da classe PRR T1.  Mais tarde, por pedido da PRR, reestilizou as locomotivas a diesel da Baldwin's, dando-lhes um distinto "nariz de tubarão".
Apesar de não projectar a forma das locomotivas elétricas PRR GG1, melhorou seus aspectos, construção, e um esquema de cores para ressaltar suas formas suaves redondas.
Também fez outros trabalhos para a PRR, incluindo o design do interior de carros de passageiros, estações, material impresso, entre outros.

## Studebaker
Loewy começou a sua longa e produtiva relação com a empresa Studebaker Corporation de South Bend, Indiana, nos anos 30.  A Loewy e Associados foi contratada pela Studebaker para fazer serviços de design durante a Grande Depressão. Os seus trabalhos começaram a aparecer inicialmente nos últimos modelos Studebakers. A Studebaker também adotou o logo limpo e certinho, em lugar do logo que usavam desde o início do século.
Durante a Segunda Guerra Mundial, o governo estabeleceu restrições aos departamentos de design na Ford, General Motors e Chrysler, e tais empresas não trabalharam no melhoramento ou em projectar automóveis civis. Como a empresa de Loewy era independente da 4ª maior automobilística no país, essas restrições não foram aplicadas.  Isto permitiu à Studebaker lançar seu primeiro design de automóvel do pós-guerra em 1947, 2 anos antes da General Motors, Chrysler e Ford. A sua equipa desenvolveu um design avançado, com para-lamas frontais resplendorosos, e linhas traseiras limpas. Também criaram o Studebaker Starlight com um sistema de janelas traseiras que envolvia 180º em volta dos bancos de trás.

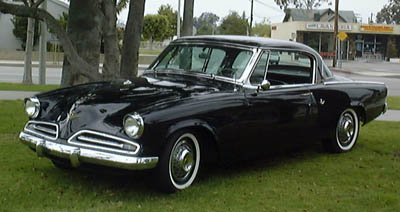
1953 Studebaker Commander Starlight coupé

Além do icônico "nariz de bala" Studebakers de 1950 e 1951, a equipa criou a linha Studebaker de 1953, o Starliner e os Starlight coupés, que ficaram entre os mais bem-projectados automóveis dos anos 50 nas listas das revistas Collectible Automobile, Car and Driver e Motor Trend.  Ele também modernizou o logo da Studebaker novamente colocando o elemento "S" para um design mais moderno.
O seu último trabalho nos anos 50 para a Studebaker foi a transformação dos coupés Starlight e Starliner na série Studebaker Hawk para o modelo do ano 1956.
Ele foi chamado de volta à Studebaker pelo presidente da empresa, Sherwood Egbert, para projetar a Studebaker Avanti. Na primavera de 1961, Sherwood Egbert, o novo presidente da Studebaker, contratou-o para ajudar a energizar uma nova linha de carros de passageiros de 1963 para atrair novos compradores. Ele aceitou o trabalho apesar do curto espaço de tempo de 40 dias, produzindo um design acabado e um modelo em escala.

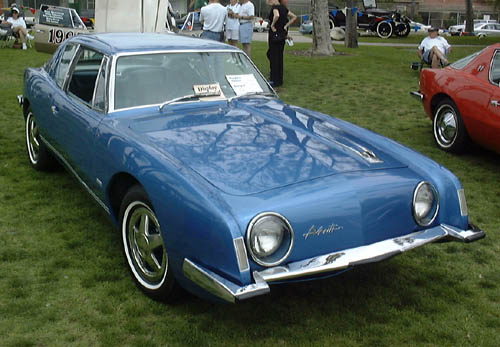
1963 Studebaker Avanti

Recrutou uma equipa de desenhadores formada por designers experientes, por empregados de Loewy (John Ebstein , e Bob Andrews) e por Tom Kellogg, um jovem estudante da faculdade Art Center. A equipe reuniu-se numa casa alugada em Palm Springs somente para desenvolver o design do novo carro.  Cada membro da equipa tinha um papel: Andrews e Kellogg faziam esboços, Ebstein revisava o projeto, e Loewy era o diretor criativo.
Quando o Avanti atingiu o mercado, foi um sucesso, e ainda hoje tem muitos devotos.  Foi produzido em quantidade limitada e com o passar dos anos por uma sucessão de pequenas empresas independentes.

## Trabalhos de Loewy
- Air Force One
- Baldwin's - Locomotivas a diesel com "nariz de tubarão"
- Coca-Cola - Redesenhou a garrafa original em 1955, adicionando a tipografia branca e vívida Coke & Coca-Cola, desenhando e apresentando as primeiras garrafas king-size, no mesmo ano. Desenhou também a primeira lata de alumínio em 1960.
- Exxon - logo
- Fairbanks-Morse - locomotivas a diesel
- Farmall - trator
- Frigidaire - geladeiras, fogões e freezers
- Gestetner - mimeógrafo, 1929
- Greyhound Scenicruiser, 1954
- Hallicrafters - Modelo S-38 radio de ondas curtas
- Lucky Strike - embalagem, 1940
- NASA - estação espacial Skylab, primeiro design de interior para viagens espaciais (incluindo um vigia para permitir a primeira vista da Terra do espaço, esquemas de cores, uma área privada para cada membro da tripulação relaxar e dormir, mesas para comer, bandejas, armários de roupa,...)
- New York City Transit Authority - carro R40
- Panama Line: Loewy projetou os interiores para um trio de linhas de passageiro-carga americanas chamadas SS Ancon, SS Cristobal e SS Panama.
- Estrada de Ferro Pensilvânia:
  - PRR K4s - locomotiva a vapor
  - PRR S1 locomotiva a vapor
  - PRR T1 locomotiva a vapor
  - PRR GG1 Locomotiva elétrica, 1936
- Selo de postagem de 5 cents, John Kennedy, 1964
- Sears produtos, incluindo Sears Coldspot de 1935
- Shell - logo
- Studebaker
  - 1947 Studebaker Champion
  - 1951 Vibrador Comet
  - 1953 Studebaker Commander
  - 1963 Studebaker Avanti